# Frederick Gehring
Frederick William Gehring (Ann Arbor, Estados Unidos, 7 de agosto de 1925-ibídem, 29 de mayo de 2012) fue un matemático estadounidense especializado en análisis complejo, en particular en aplicaciones cuasiconformes.

## Vida personal
Los padres de Gehring eran graduados de la Universidad de Míchigan. Su padre, Carl Ernst Gehring, era un periodista que trabajó para el Ann Arbor News y crítico musical. Su madre, Hester Reed Gehring, era examinadora de lengua extranjera para estudiantes que necesitaban demostrar su competencia lingüística como requisito para sus estudios, y era hija de John Oren Reed, profesor de física y decano del College of Literature, Science and the Arts de la Universidad de Míchigan.
Gehring ser graduó en el University High School en 1943 y pretendía estudiar en el Instituto Tecnológico de Massachusetts. Sin embargo, debido a la Segunda Guerra Mundial fue llamado a filas por la Armada de Estados Unidos. Debido a ello, estudió el programa de formación V-12 Navy College en la Universidad de Míchigan, donde obtuvo los grados en ingeniería eléctrica y en matemáticas, además de completar otros cursos de la Armada. Finalizó sus clases cerca del Día de la Victoria en Europa. Tras graduarse, la Armada le envió a servir en un destructor en el Atlántico y el Caribe. Cuando la guerra terminó unos meses más tarde, Gehring se licenció en la Armada y regresó a la Universidad de Míchigan, donde obtuvo una maestría en matemáticas.
En 1949, Gehring se trasladó a la Universidad de Cambridge para estudiar matemáticas con John Charles Burkill en Peterhouse. Durante su estancia allí conoció a Lois Caroline Bigger, que también estudiaba un doctorado (en el Girton College). Ambos asistían a la Universidad de Cambridge con una Beca Fulbright. Gehring obtuvo su doctorado en matemáticas en 1952 mientras que Lois Bigger lo obtuvo tres meses antes en bioquímica. Se casaron un año después de regresar a Estados Unidos, el 25 de agosto de 1953, y tuvieron dos hijos, Kalle (nacido el 21 de diciembre de 1958) y Peter (nacido el 29 de septiembre de 1960).

## Carrera
Gehring fue profesor en la Universidad de Harvard durante tres años tras terminar su tesis en Cambridge. En 1955 regresó a Ann Arbor, Míchigan, para ocupar un puesto como profesor del Departamento de Matemáticas de la Universidad de Míchigan, donde trabajó hasta que se retiró a los 70 años. Durante ese tiempo, dirigió a 29 doctorandos, seis de ellos mujeres, así como a 40 investigadores posdoctorales. También fue jefe del departamento durante tres periodos diferentes, durante un total de ocho años.

## Premios y reconocimientos
- 1986 - Orden de la Rosa Blanca de Finlandia de clase comandante, la mayor distinción científica finlandesa para extranjeros.
- 1989 - Miembro de la Academia Nacional de Ciencias de Estados Unidos.
- 1995 - Medalla Onsager.
- 1997 - Doctorado honoris causa de la Universidad Noruega de Ciencia y Tecnología.[3]
- 2006 - Premio Leroy Steele a la trayectoria de la American Mathematical Society.

## Lema de Gehring
En un artículo de 1973, citado más de 800 veces, Gehring demostró el siguiente lema:
Supongamos que {\displaystyle f} es una función localmente integrable no negativa en Rn y 1 < {\displaystyle p} < ∞. Si existe una constante c1 tal que la desigualdad
{\displaystyle {\begin{aligned}&\left(\int _{B}|f(x)|^{p}\,dx\right)^{\frac {1}{p}}\end{aligned}}} ≤ c1{\displaystyle {\begin{aligned}&\left(\int _{B}f(x)\,dx\right)\end{aligned}}}
se cumple para toda bola B de Rn, entonces existe {\displaystyle \varepsilon } > 0 y una constante c2 tales que
{\displaystyle {\begin{aligned}&\left(\int _{B}|f(x)|^{p+\varepsilon }\,dx\right)^{\frac {1}{p+\varepsilon }}\end{aligned}}} ≤ c2{\displaystyle {\begin{aligned}&\left(\int _{B}f(x)\,dx\right)\end{aligned}}} para toda bola B de Rn.